# Cheilosia polja
Cheilosia polja är en tvåvingeart som beskrevs av Barkalov 1990. Cheilosia polja ingår i släktet örtblomflugor, och familjen blomflugor. Inga underarter finns listade i Catalogue of Life.